# وافن-إس إس
وافن-إس إس هو كتاب باللغة الألمانية من تأليف بول هوسر، وهو قائد سابق رفيع المستوى في قوات القوات الخاصة وقائد مجموعة الضغط وافن-إس إس هياج. وكجزء من أجندة التنظيم التاريخية النفيية، قدمت فكرة الدور العسكري البحت ل «قوات الحماية الوطنية».
أول عمل رئيسي لأحد قادة هياج، نشره بليس فيرلاغ، الذي يملكه السياسي اليميني والناشر ويلدمار شوتز. وقد تميزت كتب هوسر، جنبا إلى جنب مع تلك التي كتبها أعضاء آخرين هياج الرئيسية فيليكس شتاينر وكورت ماير، من قبل المؤرخ تشارلز سيدنور باعتبارها واحدة من «أهم أعمال وافن-إس إس مدافع الأدب».

## خلفية
منذ عام 1950، كان هوسر نشطا في هياج، وهي منظمة تاريخية نافية ومجموعة ضغط من أعضاء وافن-إس إس السابقين. بدأت هياج في أواخر عام 1950 كجمعية فضفاضة من المجموعات المحلية. وبحلول تشرين الأول/أكتوبر 1951، ادعت أن لديها 376 فرعا محليا. وفي كانون الأول/ديسمبر 1951، أصبح هوسر أول متحدث باسمها.
وكجزء من جهود الضغط التي تبذلها، حاولت هياج تعزيز فكرة أن وافن-إس إس هي «الفرع الرابع للفيرماخت» ولا ترتبط بأي شكل من الأشكال بجرائم النظام. تضمنت إعادة كتابة هياج للتاريخ جهودا دعائية كبيرة متعددة الجوانب، بما في ذلك الدوريات والكتب والخطابات العامة المغرضة، إلى جانب دار نشر - مونين فيرلاغ - لتكون بمثابة منصة لأهدافها الدعائية. وكان الهدف الصريح لمونين فيرلاغ هو نشر «روايات الحرب» لأعضاء سابقين في قوات الأمن الخاصة، بالتعاون مع هياج.

## المحتويات
المؤرخ العسكري البريطاني كيث سيمبسون في كتابه وافن-إس إس يقتبس من هوسر لكتابته أنه «كان يأمل في أن يفرق العمل الأكاذيب والخريجيات التي شكلت نفسها حول وافن-إس إس وتساعد على إعطاء هذا التشكيل الشجاع مكانه». كان للكتاب علاقة واضحة بالأصول النازية ل وافن-إس إس: الأصوات إس إس على غلاف الفن وشعار إس إس «شرفي هو ولائي» منقوشة على غطاء القماش. وقدمت مقدمة من الجنرال السابق فيرماخت هاينز غودريان تأييدا لقوات قوات القوات الخاصة في وافين وأشارت إليها على أنها «أول تحقيق للفكرة الأوروبية».
ووصف الكتاب نمو قوة «وافن-إس إس» لتصبح ما يسمى بالقوة المتعددة الجنسيات حيث قاتل المتطوعون الأجانب ببطولة باعتبارها «مثالا متشددا للفكرة الأوروبية العظيمة». وقد دحض المؤرخون هذا التوصيف، بحجة أنه كان إلى حد كبير الدعاية النازية المستخدمة لتعزيز صفوف وافن-إس إس مع المتطوعين الأجانب. وفي وقت لاحق، أعادت الرسالة توجيهها من قبل الفريق الاستشاري المعني بإعادة التأهيل التاريخي والقانوني للقوة.
كتب هوسر كتابا آخر، نشر في عام 1966 من قبل بصمة HIAG مونين فيرلاغ، تحت عنوان سولداتين وي أندير أوتش «جنود مثل أي جنود آخرين». وفقا للمؤرخ العسكري س. ب. ماكنزي، فإن العمل لخص كيف أراد قادة HIAG أن نتذكر وافن-إس إس، في حين وصفه المؤرخ تشارلز سيدنور بأنه «مغرض بنفس القدر».

## استقبال
وأدرجت صحيفة وافن-إس إس في فهرس كتب الحرب المرفوضة التي تحتفظ بها الإدارة الاتحادية لوسائط الإعلام الضارة بالشباب في ألمانيا الغربية. وقد أنشئ هذا المؤشر في أوائل الستينات للحد من بيع هذه الأعمال للقاصرين بسبب شوفينيتهم وتمجيدهم للعنف.
وقد وصفت كتب هوسر، جنبا إلى جنب مع تلك التي كتبها أعضاء رئيسيون آخرون في هياج والجنرالين السابقين في وافن-إس إس فيليكس شتاينر وكورت ماير، من قبل المؤرخ تشارلز سيدنور بأنها «أهم أعمال وافن-إس إس مدافع الأدب». طالبت هذه الأعمال بإعادة تأهيل الفرع العسكري للحزب النازي وقدمت أعضاء وافن-إس إس كضحايا وأبطال أسيء فهمهم.